# Kambodschanische Davis-Cup-Mannschaft
Die kambodschanische Davis-Cup-Mannschaft ist die Tennisnationalmannschaft Kambodschas, die das Land im Davis Cup vertritt.

## Geschichte
Kambodscha nahm 2012 erstmals am Davis Cup teil und gewann im ersten Jahr alle Begegnungen der Kontinentalgruppe IV der Ozeanien-/Asienzone. Anschließend gewann die Mannschaft die Playoff-Runde um den Aufstieg in die Kontinentalgruppe III für das Jahr 2013.
Erfolgreichster Spieler ist bisher Pannhara Mam mit acht Siegen und nur einer Niederlage.